# Crystal Ball (album de Styx)
Albums de Styx
Equinox
(1975) The Grand Illusion
(1977)
Singles
1. Mademoiselle
Sortie : octobre 1976
2. Jennifer
Sortie : 1976
3. Crystal Ball
Sortie : avril 1977

Crystal Ball est le sixième album studio du groupe de rock américain Styx. Il est sorti le 1er octobre 1976 sur le label A&M Records et a été produit par le groupe.

## Historique
Cet album fut enregistré dans les studios Paragon à Chicago dans L'Illinois, c'est le premier avec le nouveau guitariste et chanteur, Tommy Shaw. Ce-dernier fut recruté à la hâte pour assurer la tournée de promotion de l'album Equinox en remplacement de John Curulewski qui venait juste de quitter le groupe. Après la tournée, Tommy Shaw deviendra un membre à part entière de Styx. En plus d'être un guitariste, il est aussi un chanteur et compositeur prolifique (il signe ou co-signe cinq chansons sur l'album).
Crystal Ball se classa à la 66e place du Billboard 200 américain et à la 21e place des charts canadiens. Il sera certifié disque d'or aux États-Unis et au Canada.
Les singles Mademoiselle et Crystal Ball se classèrent respectivement à la 36e place du Billboard Hot 100 et à la 109e place des Bubbling Under Hot 100 Singles aux États-Unis. Au Canada, Mademoiselle atteindra la 25e place du Top Singles.

## Liste des titres
Face 1
| No | Titre        | Auteur                                  | Chant          | Durée |
| -- | ------------ | --------------------------------------- | -------------- | ----- |
| 1. | Put Me On    | Dennis DeYoung, Tommy Shaw, James Young | Young, DeYoung | 4:58  |
| 2. | Mademoiselle | DeYoung, Shaw                           | Shaw           | 3:55  |
| 3. | Jennifer     | DeYoung                                 | DeYoung        | 4:16  |
| 4. | Crystal Ball | Shaw                                    | Shaw           | 4:32  |

Face 2
| No | Titre                     | Auteur                         | Chant   | Durée |
| -- | ------------------------- | ------------------------------ | ------- | ----- |
| 5. | Shooz                     | Shaw, Young                    | Shaw    | 4:38  |
| 6. | This Old Man              | DeYoung                        | DeYoung | 5:00  |
| 7. | Clair de Lune / Ballerina | Claude Debussy / DeYoung, Shaw | DeYoung | 6:58  |

## Musiciens
- Dennis DeYoung: claviers, synthétiseurs, chant (1, 3, 6 & 7)
- Tommy Shaw: guitares acoustique et électrique, guitare slide, chant (2, 4 & 5)
- James Young: guitare électrique, chant (1)
- Chuck Panozzo: basse
- John Panozzo: batterie, percussions

## Charts et certifications

### Album
Charts
| Pays                       | Durée du classement | Meilleur classement | Date             |
| -------------------------- | ------------------- | ------------------- | ---------------- |
| Canada (RPM)               | 38 semaines         | 21e                 | 25 décembre 2023 |
| États-Unis (Billboard 200) | 18 semaines         | 66e                 | 27 novembre 1976 |

Certifications
| Pays       | Certification | Ventes    | Date             |
| ---------- | ------------- | --------- | ---------------- |
| Canada     | Or            | 50 000 +  | 1er janvier 1977 |
| États-Unis | Or            | 500 000 + | 10 novembre 1978 |

### Singles
Charts
| Single       | Chart             | Durée du classement | Position | Date             |
| ------------ | ----------------- | ------------------- | -------- | ---------------- |
| Mademoiselle | (Hot 100)         | 11 semaines         | 36e      | 25 décembre 1976 |
| Mademoiselle | (RPM Top Singles) | 18 semaines         | 25e      | 22 janvier 1977  |